# Aleida Budde

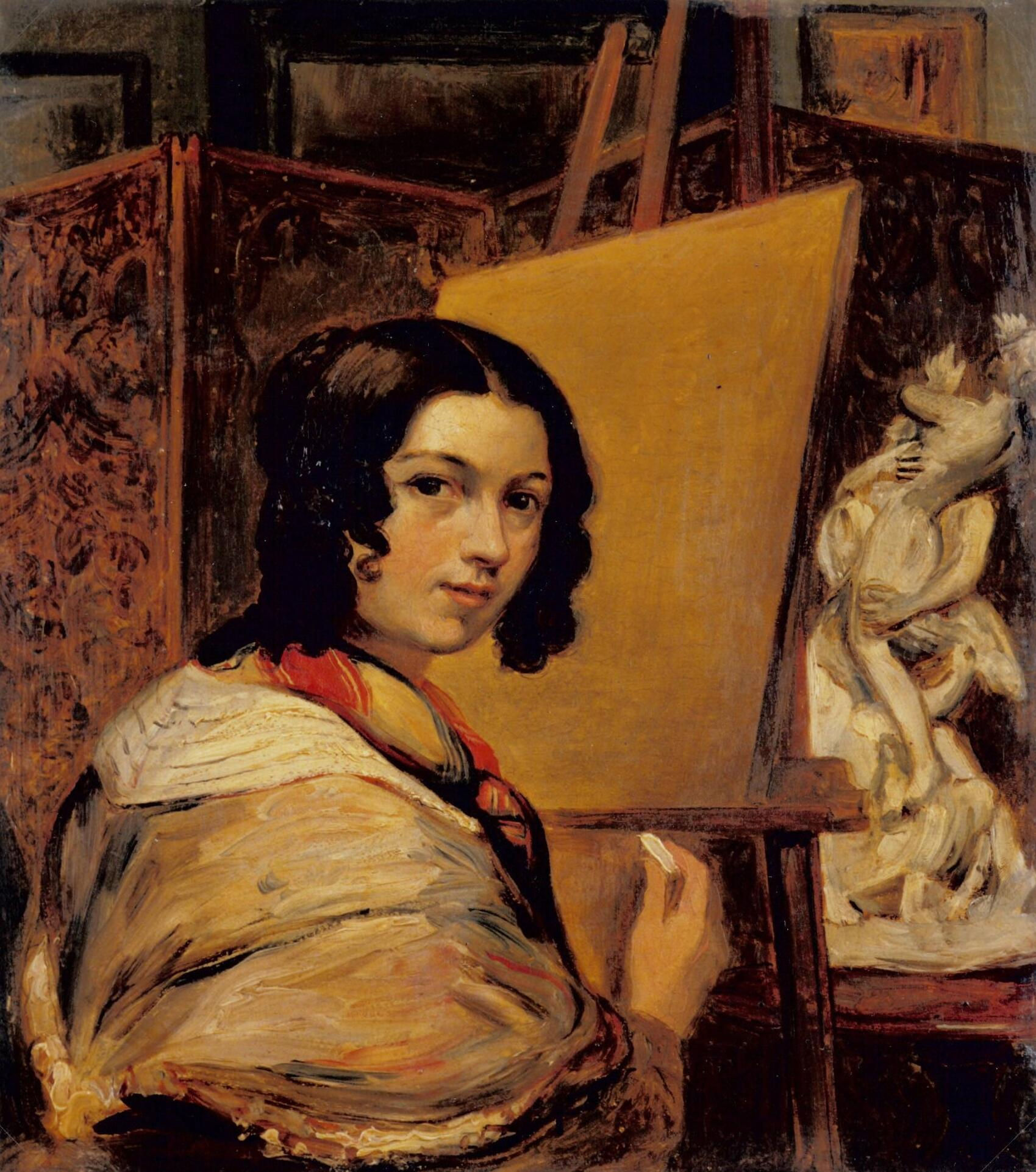
Selbstporträt

Johanna Aleida Budde (* 6. April 1800 in Deventer; † 13. August 1852 in Diepenveen) war eine niederländische Malerin und Zeichnerin.

## Leben
Aleida Budde war die Tochter des Kaufmanns und späteren Militärintendanten für Gelderland und Overijssel Hendrik Budde (1773–1851) und von Maria Margaretha Cost (1779–1848), Tochter von Willem Herman Cost, Bürgermeister von Deventer. Sie wuchs mit ihren zwei jüngeren Geschwistern Gezina Margaretha und Henric (ein weiterer Bruder starb früh) in einer wohlhabenden Familie auf. Die Familie zog regelmäßig um, lebte bis 1803 in Deventer, von 1809 bis 1813 in Rotterdam und dann in Zutphen. Als der Vater ihrer Mutter Willem Cost 1823 starb, erbte Aleidas Mutter das Landgut „De Roobrug“ in Diepenveen und 1824 siedelte die Familie dauerhaft dorthin über.
Aleida Budde war eine talentierte Zeichnerin und Malerin und erhielt Unterricht vom Historienmaler Jan Willem Pieneman. Obwohl sie nicht gezwungen war, ihren Lebensunterhalt damit zu verdienen, war sie als Künstlerin sehr aktiv und schuf ein umfangreiches Œuvre. Sie unternahm mehrere Reisen durch die Niederlande und nach Deutschland und stellte regelmäßig aus. Budde lebte stets auf dem elterlichen Landgut „De Roobrug“ und starb dort 1852 an Tuberkulose. In Deventer wurde die J.A. Buddestraat nach ihr benannt.

## Werk
Aleida Buddes Skizzenbücher „zeugen von Liebe zum Detail und geübter zeichnerischer Hand“. Zu ihren Motiven gehörten hauptsächlich Porträts und Genrebilder, die meist Familienangehörige oder Bekannte darstellten, außerdem Stillleben, Interieurs und Landschaften ihrer unmittelbaren Wohnumgebung als auch von Ansichten ihrer Reisen durch die Niederlande und Deutschland. Als eines ihrer besten Werke gilt ein kunstvolles Familienporträt von Albertus Jacob Duymaer van Twist und seiner zukünftigen Frau Maria Johanna Beck.
Aleida Budde nahm zwischen 1830 und 1838 an Ausstellungen in Amsterdam, in Deventer 1842 und zwischen 1830 und 1837 in Den Haag teil. Zwischen 1830 und 1844 stellte sie regelmäßig auf den „nationale tentoonstellingen van Levende Meesters“ aus. Sie bot ihre Arbeiten auf diesen Ausstellungen selten zum Verkauf an, verlangte aber dann hohe Preise. 1833 wurde sie Mitglied der Koninklijke Akademie van Beeldende Kunsten in Amsterdam.
Mehrere ihrer Werke befinden sich im „Historisch Museum Deventer“, dem heutigen Museum De Waag.

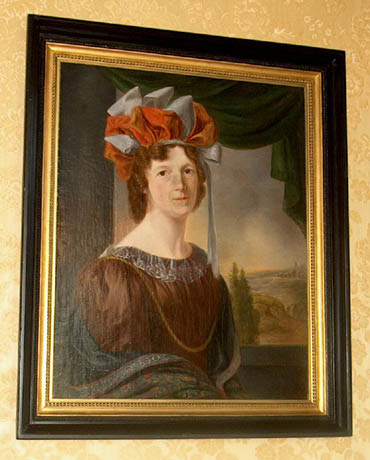
Portret van Maria Margaretha Cost, 1828
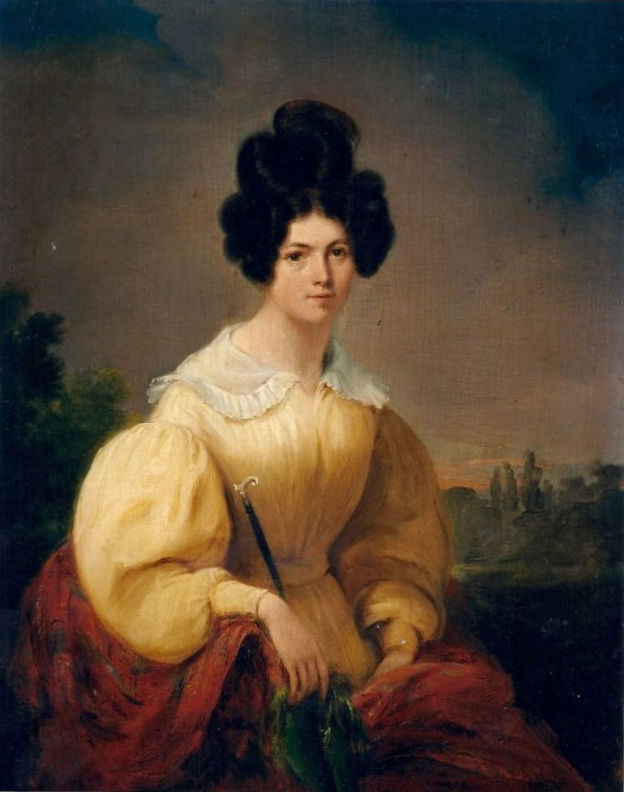
Zelfportret van Aleida Budde, ca. 1835
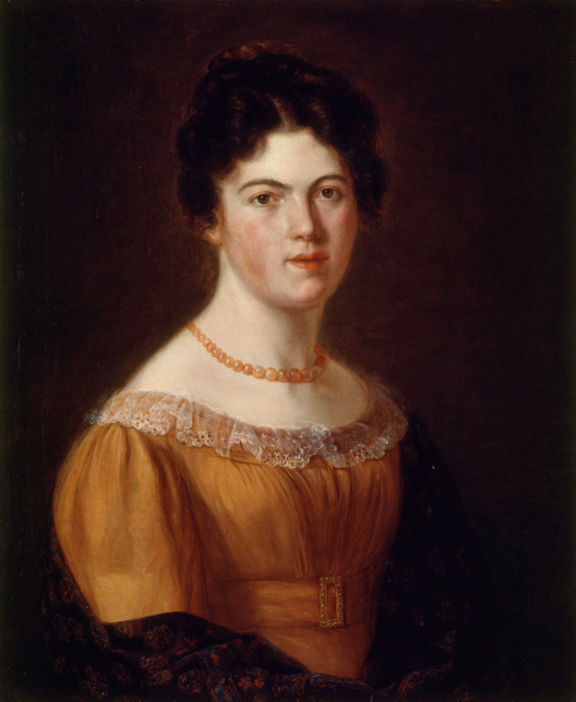
Zelfportret van Aleida Budde, 1840
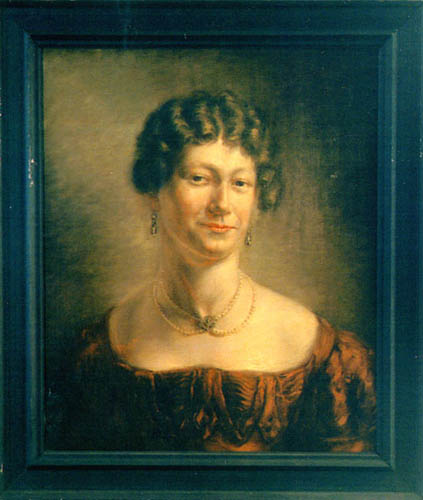
Portret van Johanna Aleida Jordens, 1824
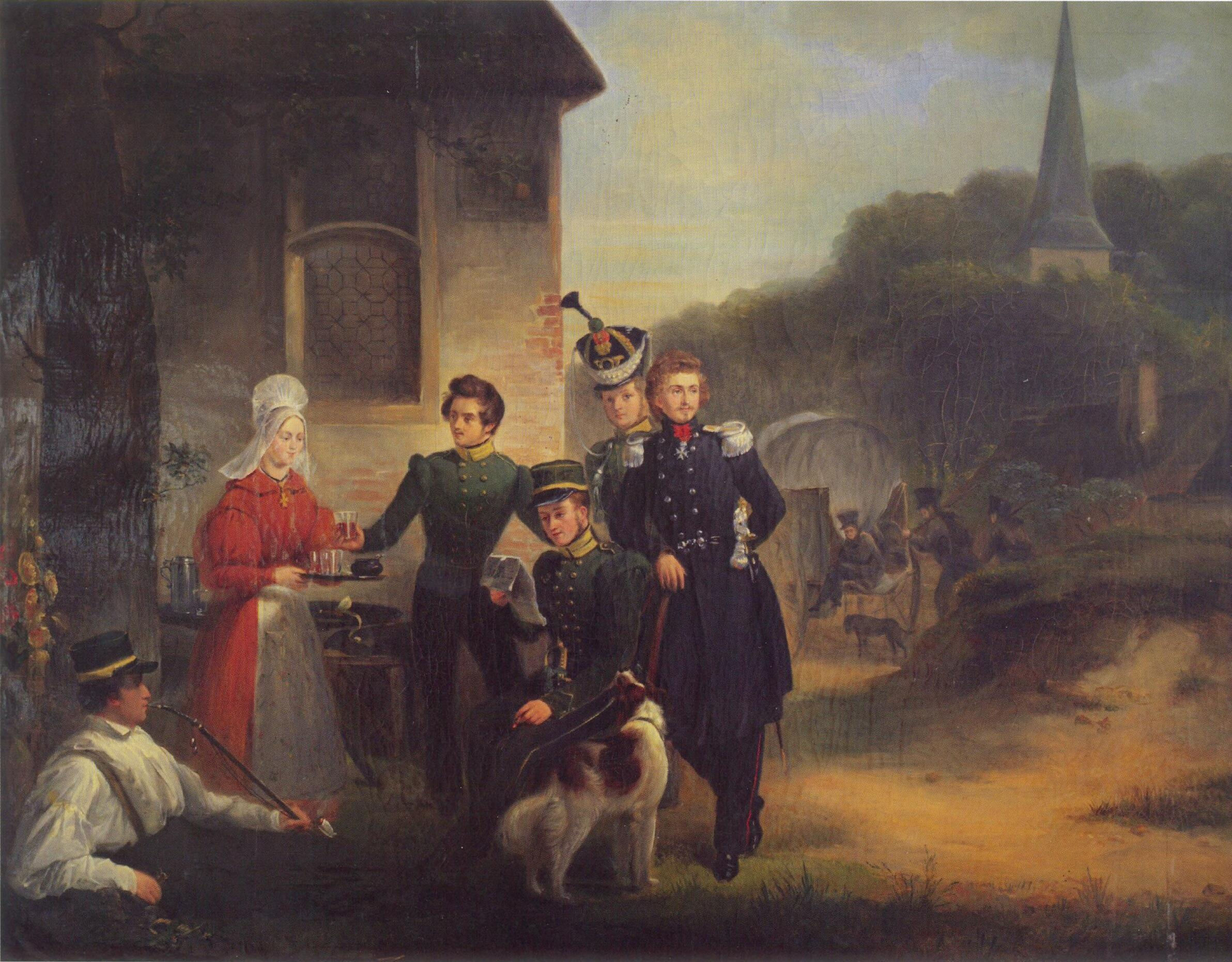
Groep van - uit Overijssel afkomstige - Leidse Jagers tijdens de Tiendaagse Veldtocht voor de herberg „In de Oranje Appel“, ca. 1835
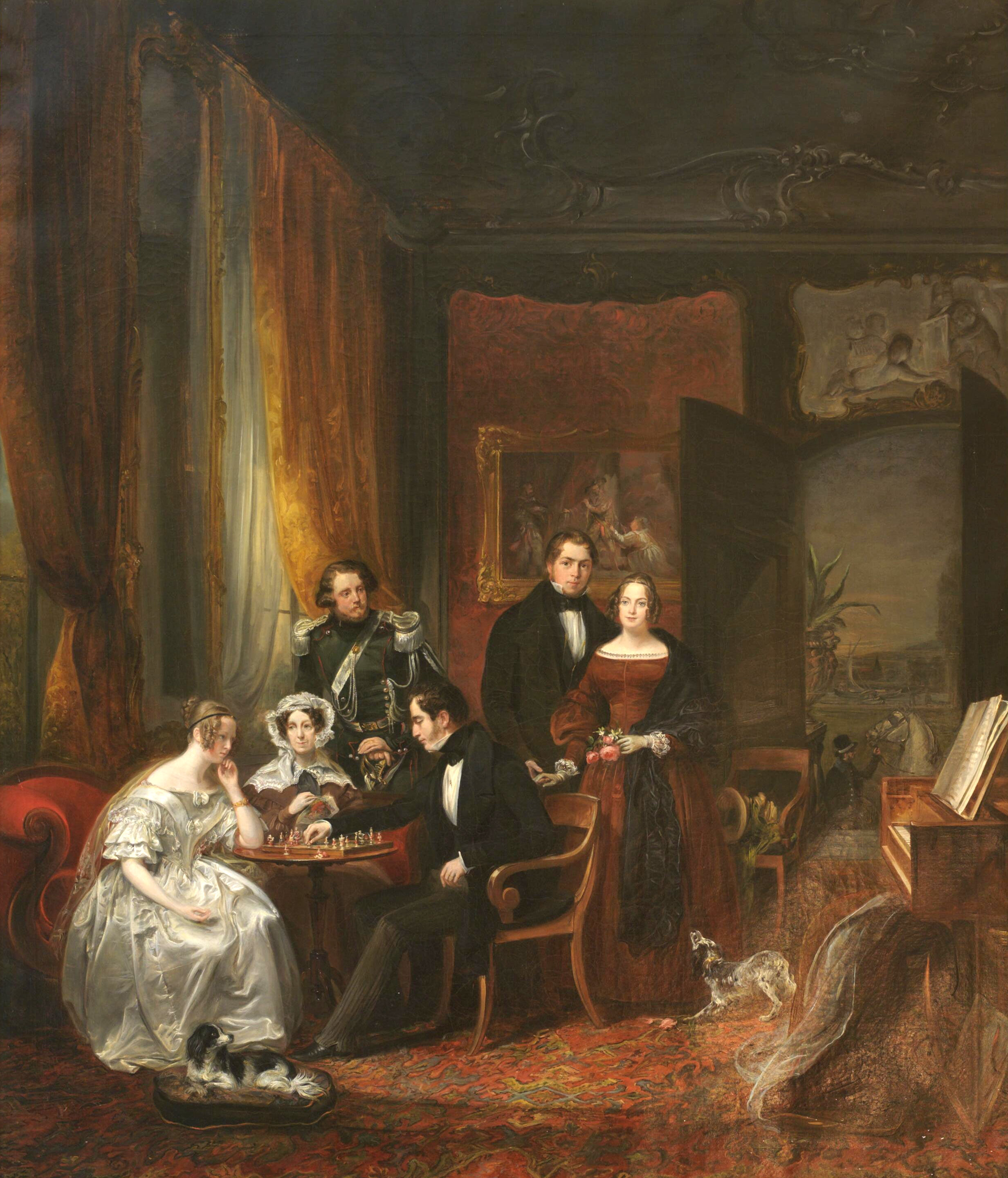
Groepsportret van A. J. Duymaer van Twist schakend met zijn (aanstaande) vrouw temidden van haar familie op Huize Westervoorde in Olst